# Dixie Kid
Dixie Kid, de son vrai nom Aaron Lister Brown, est un boxeur américain né le 23 décembre 1883 à Fulton, Missouri, et mort le 6 avril 1934.

## Carrière
Il devient champion du monde des poids welters après sa victoire par disqualification au 20e round face à Joe Walcott le 29 avril 1904. Cette disqualification, apparemment injustifiée alors que Walcott dominait le combat, trouve sa raison d'être en apprenant que l'arbitre avait misé sur Kid.
Dixie Kid laisse rapidement son titre vacant et poursuit sa carrière en poids moyens. Il affronte par la suite de nombreux champions parmi lesquels Mike Twin Sullivan, Willie Lewis, Sam Langford et Georges Carpentier à Trouville-sur-Mer en 1911 et met un terme à sa carrière en 1920.

## Distinction
- Dixie Kid est membre de l'International Boxing Hall of Fame depuis 2002[2].